# 한화증권
한화증권(韓化證券)은 2012년 9월 3일까지 한화그룹에 소속된 존재하였던 증권 회사다.

## 연혁
- 1962년 7월 성도증권 설립
- 1976년 5월 한화그룹에서 인수 후 사명 변경
- 1988년 7월 한화투자신탁운용 설립
- 2010년 6월 푸르덴셜투자증권 인수
- 2012년 9월 한화투자증권과 합병

## 같이 보기
- CMA